# Joe Sakic
Joseph Steven Sakic detto Joe (Burnaby, 7 luglio 1969) è un dirigente sportivo ed ex hockeista su ghiaccio canadese di origine croata.
È stato per 14 anni il capitano della compagine NHL dei Colorado Avalanche e in seguito della nazionale canadese. Attualmente ricopre la carica di general manager dei Colorado Avalanche, di cui è stato anche vicepresidente.

## Dati personali
Figlio di immigrati croati (la madre Slavica è nata a Lika, il padre Marijan a Imoschi), è alto 1,80 metri, pesa circa 90 kg. È un centro di ruolo, e ha il bastone sinistro. Ha due fratelli, Brian e Rosemarie.
È sposato con Debby, con la quale ha avuto tre figli: Mitchell, Chase e Camryn.

## Carriera
La carriera di Sakic comincia nel 1985 nella sua città, Burnaby, in una lega amatoriale canadese. Durante quella stessa stagione viene acquistato dal Lethbridge, che milita nella Western Hockey League. La stagione successiva è titolare negli Swift Current (sempre WHL), dove giocherà fino al 1988.
Nel 1987 viene scelto dai Quebec Nordiques (oggi divenuti Colorado Avalanche) al secondo giro (quindicesima scelta assoluta). L'esordio in NHL fu il 6 ottobre 1988, contro gli Hartford Whalers; due giorni dopo mise a segno la sua prima rete nel massimo campionato professionistico, contro i New Jersey Devils. Nello stesso anno del trasferimento della franchigia a Denver e del cambiamento di nome (stagione 1995-96), vinse con gli Avalanche la sua prima Stanley Cup, bissata poi nel 2001.
Ha partecipato ai Giochi olimpici invernali di Nagano 1998 e Salt Lake City 2002 (in queste ultime conquistò l'oro, diventando membro del Triple Gold Club) ed ha guidato la nazionale anche nella sfortunata (7º posto) spedizione a Torino 2006. Al termine della stagione 2008-2009, dopo 21 anni nella stessa franchigia, annuncia il ritiro. È l'ottavo marcatore nella storia della NHL, con 1.641 punti in 1.378 partite.
Il 1º ottobre 2009, con una cerimonia prima della partita inaugurale della stagione 2009-2010, la sua maglia viene ritirata al Pepsi Center di Denver. Nell'aprile 2011 entra a far parte della dirigenza dei Colorado Avalanche ricoprendo dapprima la carica di advisor, poi di vice presidente (2013-2017) e di general manager (dal 2014).

## Successi

### National Hockey League
- Stanley Cup: 2

Colorado: 1995-1996, 2000-2001
- Conn Smythe Trophy: 1996 (con un record di 6 reti decisive)
- Hart Memorial Trophy: 2000-01
- Hart Memorial Trophy: 2000-01
- Lester B. Pearson Award: 2000-01
- Lady Byng Memorial Trophy: 2000-01
- NHL All-Star Game: 1990; 1991; 1992; 1993; 1994; 1996; 1998; 1999; 2000; 2001; 2002; 2003 (non partecipò per infortunio); 2004; 2007

### Giochi olimpici invernali
- Giochi olimpici: 1

Salt Lake City 2002
- Most Valuable Player: Salt Lake City 2002

### Campionato mondiale IIHF
- Campionato mondiale di hockey su ghiaccio: 1

Italia 1994

### Campionato mondiale IIHF U20
- Oro: 1987 (Roster Canada)

### World Cup of Hockey
- Oro: 2004 (Roster Canada)
- Argento: 1996